# Géologie planétaire
 (mars 2017).
Si vous disposez d'ouvrages ou d'articles de référence ou si vous connaissez des sites web de qualité traitant du thème abordé ici, merci de compléter l'article en donnant les références utiles à sa vérifiabilité et en les liant à la section « Notes et références ».
La géologie planétaire, également appelée exogéologie ou astrogéologie, est une branche de la planétologie qui emprunte les outils et les raisonnements des géosciences (travail sur le terrain, méthodes de télédétection, expérimentations in situ ou en laboratoire, prélèvements d’échantillons, etc.) pour les appliquer aux autres corps solides du Système solaire afin de connaître et de comprendre leur structure, leur composition et leur histoire géologique.

## Domaines d'application

### Corps solides

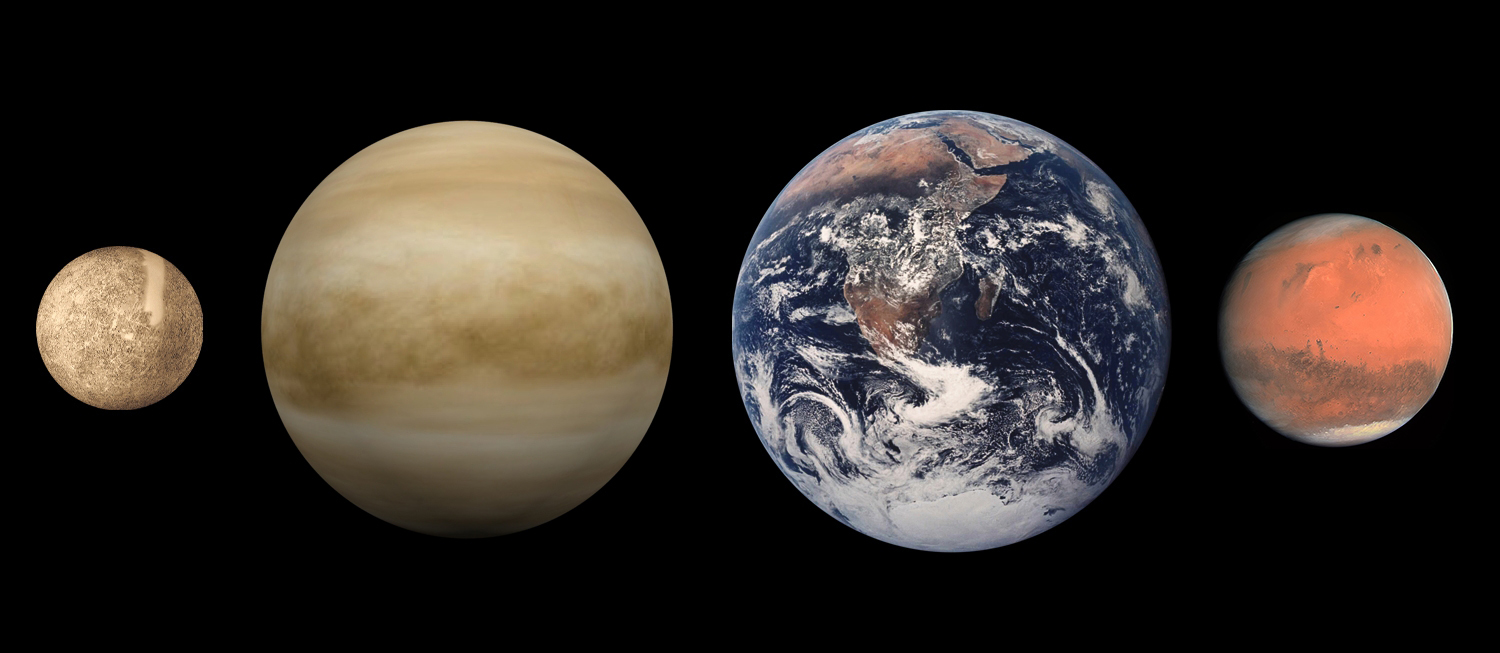
Les quatre planètes telluriques du Système solaire : Mercure, Vénus, Terre et Mars (à la même échelle).

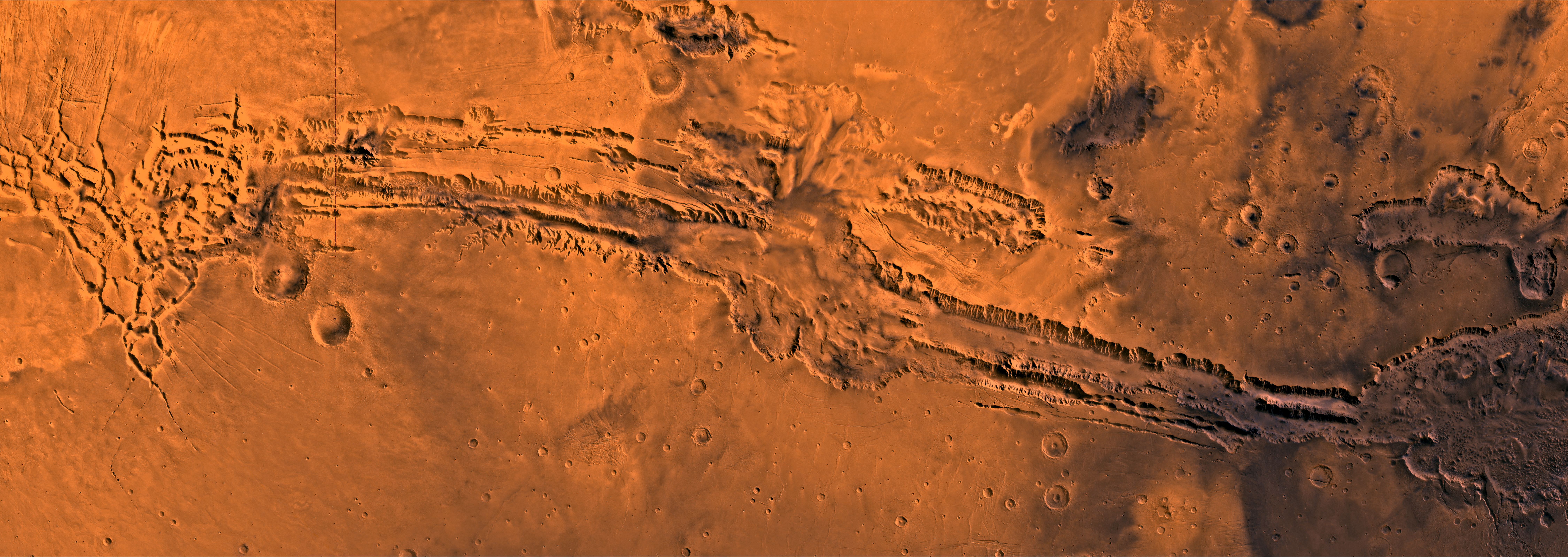
Canyon de Valle Marineris, Mars (4500 km de large et 11 km de profondeur).

Tous les corps solides intéressent a priori cette discipline, en premier lieu les planètes telluriques que sont Mars, Vénus et Mercure, mais aussi la Lune, les principaux satellites naturels des planètes géantes (les satellites galiléens de Jupiter, Titan autour de Saturne, Triton autour de Neptune), ainsi que les planètes naines (dont Pluton fait partie) et l'ensemble des petits corps du Système solaire que sont les comètes comme la comète 67P/Churyumov-Gerasimecko, les astéroïdes, les objets transneptuniens, etc. ; les petits satellites des planètes (tels que Phobos et Deimos autour de Mars, par exemple), souvent apparentés à ces petits corps, font également l'objet d'études en géologie planétaire. 
Le sol de la Lune et de Mars font l'objet d'études comparatives avec celui de la Terre en astropédologie, en raison des nombreuses missions, des retours d'échantillons (pour la Lune) et la présence d'équipements scientifiques actifs in situ.

### Planètes géantes
Le cas des planètes géantes est à considérer séparément dans la mesure où elles sont essentiellement fluides et dépourvues de véritables surfaces, relevant essentiellement de la physique des hautes pressions, bien que les méthodes d'investigation recoupent bien souvent celles de la géologie planétaire (paramètres atmosphériques, bilan thermique, champ magnétique, caractérisation chimique, composition isotopique, propriétés diélectriques, etc.).
Traditionnellement, les observations réalisées par télescope depuis la Terre ou depuis une sonde, permettent de cartographier la surface des planètes selon diverses longueurs d'onde (visibles, ultraviolet, infrarouge, radio, ...). 
Ces informations sont précieuses, car elles permettent une analyse géomorphologique du relief, très riche d'enseignement.
Lorsqu'une sonde se pose à la surface, elle est à même de mener des analyses géologiques, minéralogiques et climatologiques.
Un sismographe permettra de fournir des informations sur les mouvements tectoniques, voire de déterminer la structure interne de l'astre. 